# Ân Phương Long
Ân Phương Long (sinh tháng 11 năm 1953) là Thượng tướng Quân Giải phóng Nhân dân Trung Quốc (PLA). Ông từng giữ chức Chính ủy Chiến khu Trung ương và Phó Chủ nhiệm Tổng cục Chính trị PLA.

## Tiểu sử
Ân Phương Long sinh tháng 11 năm 1953 tại Dương Trung, tỉnh Giang Tô. Tháng 12 năm 1972, ông tham gia Quân Giải phóng Nhân dân Trung Quốc. Ông từng giữ chức Chủ nhiệm Chính trị Trung đoàn Pháo cao xạ thuộc Tập đoàn quân, Chủ nhiệm Văn phòng Ủy ban Kiểm tra Kỷ luật Tập đoàn quân, Trưởng phòng Tuyên truyền thuộc Cục Chính trị Tập đoàn quân, Phó Trưởng Ban Tuyên truyền thuộc Cục Chính trị Quân khu Lan Châu. Sau đó, ông được bổ nhiệm làm Phó Chính ủy Sư đoàn 3 Xe tăng rồi Chính ủy Sư đoàn 3 Xe tăng thuộc Quân khu Thẩm Dương.
Tháng 1 năm 1999, ông được bổ nhiệm làm Phó Chủ nhiệm Chính trị Tổng cục Trang bị PLA. Tháng 7 năm 2001, ông được phong quân hàm Thiếu tướng. Tháng 3 năm 2004, ông được bổ nhiệm giữ chức Chủ nhiệm Chính trị Tổng cục Trang bị PLA. Tháng 12 năm 2008, ông được bổ nhiệm làm Chủ nhiệm Chính trị Quân đoàn Pháo binh số 2. Tháng 7 năm 2010, ông được thăng quân hàm Trung tướng.
Tháng 10 năm 2012, ông được bổ nhiệm giữ chức vụ Phó Chủ nhiệm Tổng cục Chính trị PLA. Ngày 14 tháng 11 năm 2012, tại phiên bế mạc của Đại hội Đảng Cộng sản Trung Quốc lần thứ XVIII, ông được bầu làm Ủy viên dự khuyết Ban Chấp hành Trung ương Đảng Cộng sản Trung Quốc khóa XVIII. Ngày 31 tháng 7 năm 2015, ông được thăng quân hàm Thượng tướng, cấp bậc cao nhất đối với sĩ quan quân đội Trung Quốc đang tại ngũ, cùng với chín sĩ quan khác.
Ngày 1 tháng 2 năm 2016, Chủ tịch Quân ủy Trung ương Tập Cận Bình tuyên bố giải thể 7 Quân khu là Bắc Kinh, Thẩm Dương, Tế Nam, Nam Kinh, Quảng Châu, Lan Châu và Thành Đô để thành lập 5 Chiến khu là Chiến khu Đông, Chiến khu Bắc, Chiến khu Nam, Chiến khu Tây và Chiến khu Trung ương. Ân Phương Long được bổ nhiệm giữ chức Chính ủy Chiến khu Trung ương.
Ngày 19 tháng 3 năm 2018, ông được bầu làm Phó Chủ nhiệm Ủy ban Giáo dục, Khoa học, Văn hóa và Y tế của Quốc hội khóa XIII nhiệm kỳ 2018-2023.
Ông là đại biểu dự Đại hội đại biểu toàn quốc Đảng Cộng sản Trung Quốc lần thứ XVII.